# Bolo 1917
Il bolo 1917 è un coltello risalente alla prima guerra mondiale utilizzato dai militari statunitensi che lo utilizzavano essenzialmente per rimuovere ostacoli e per appuntire paletti, ma anche se necessario come arma bianca.

## Storia
Gli americani decisero di adottare questo coltello subito dopo la guerra contro la Spagna poiché si trovarono incastrati nella giungla. Le popolazioni locali usavano un coltello detto per l'appunto Bolo per passare attraverso la giungla.
Di questo coltello uscirono molte versioni diverse e alla fine del 1916 ne vennero prodotti in tutto quasi 60000 all'arsenale Springfield. Invece la guaina protettiva venne prodotta a Rock Island.
L'entrata in guerra portò le richieste alle stelle e fece sì che il Bolo fosse ridisegnato. L'impugnatura divenne più banale, la guaina non aveva un dispositivo di aggancio al coltello e la lama venne brunita anche se le specifiche rimasero identiche al vecchio modello.
Vide il suo ultimo utilizzo nel Vietnam come replica chiamata "Kiffe Japan" identica come disegno al bolo acquistata dai singoli soldati che lo ritenevano un buon coltello.

## Utilizzo
Oltre agli utilizzi classici venne utilizzato anche dai mitraglieri americani per ripulire il terreno o per dare maggiore stabilità all'arma e impedire il disallineamento in caso di ricarica o inceppo.

## Dati tecnici
| lunghezza del coltello | 38,5 cm              |
| lunghezza della lama   | 26,2 cm              |
| larghezza della lama   | dai 3,3 cm ai 5,5 cm |
| profondità della lama  | 0,6 cm al tallone    |
| spessore della guardia | 0,4 cm               |
| peso solo coltello     | 670 g                |
| peso guaina            | 250 g                |